# Брионское соглашение
Брио́нское соглаше́ние (Брионская декларация) — соглашение, подписанное 7 июля 1991 года на островах Бриони представителями Словении, Хорватии и СФРЮ при посредничестве ЕЭС о прекращении войны в Словении.
Представителями ЕЭС выступили:
- Ханс ван дер Брук
- Джанни Де Микелис
- Жак Пос

Согласно этому документу, югославская армия прекращала боевые действия на территории Словении. Формально соглашение было в пользу югославских властей. В приложении к декларации оговаривалось, что контроль над словенскими границами передавался в руки словенской полиции, но таможенные сборы оставались союзными доходами (хотя должны были взиматься словенскими таможенниками), полученные средства переводились на совместный счет, находящийся под контролем союзного и республиканского министерств финансов и иностранных наблюдателей. Также на границах восстанавливалось состояние, существовавшее до 25 июня 1991 года, снималась блокада со всех дорог, расформировывались части Территориальной обороны Словении. Пленные должны были быть отпущены в кратчайшие сроки.
Однозначно в пользу Словении и Хорватии были всего два момента в декларации. Первым был допуск в Югославию иностранной миссии, а вторым стало указание, что не позднее 1 августа 1991 года должны начаться переговоры обо всех аспектах будущего Югославии безо всяких предварительных условий, на основании принципов Хельсинкского Заключительного акта СБСЕ и Парижской хартии.
Словения и Хорватия приостанавливали на три месяца вступление в силу деклараций о независимости от Югославии (провозглашены 25 июня того же года).
12 июля 1991 года Президиум СФРЮ решил вывести ЮНА из Словении. Окончательно части ЮНА были выведены из Словении 25 июля 1991 года.